# (17928) Neuwirth
(17928) Neuwirth (1999 GJ21) – planetoida z pasa głównego asteroid okrążająca Słońce w ciągu 3,82 lat w średniej odległości 2,44 j.a. Odkryta 15 kwietnia 1999 roku.